# Neureichenau
Neureichenau – miejscowość i gmina w Niemczech, w kraju związkowym Bawaria, w rejencji Dolna Bawaria, w regionie Donau-Wald, w powiecie Freyung-Grafenau. Leży w Lesie Bawarskim, około 17 km na południowy wschód od miasta Freyung, przy granicy niemiecko-czesko-austriackiej.

## Dzielnice
W skład gminy wchodzą następujące dzielnice: Neureichenau, Altreichenau, Gsenget, Klafferstraß, Bernau, Binderbruck, Branntweinhäuser, Duschlberg, Gänswies, Gern, Fischergrün, Hinterfreundorf, Kernberg, Kleingsenget, Lackenhäuser, Lackerau, Langbruck, Loiblau, Pleckenstein, Riedelsbach, Röhrndlberg, Schimmelbach, Spitzenberg, Stubenberg i Spillerhäuser.

## Demografia
Dane o ludności z 31 grudnia 2008:
| Opis                                | Ogółem | Ogółem | Kobiety | Kobiety | Mężczyźni | Mężczyźni |
| ----------------------------------- | ------ | ------ | ------- | ------- | --------- | --------- |
| Jednostka                           | osób   | %      | osób    | %       | osób      | %         |
| Populacja                           | 4458   | 100    | 2261    | 50,72   | 2197      | 49,28     |
| Wiek przedprodukcyjny (0–17 lat)    | 851    | 19,09  | 420     | 9,42    | 431       | 9,67      |
| Wiek produkcyjny (18–65 lat)        | 2800   | 62,81  | 1374    | 30,82   | 1426      | 31,99     |
| Wiek poprodukcyjny (powyżej 65 lat) | 807    | 18,1   | 467     | 10,48   | 340       | 7,63      |

## Polityka
Wójtem jest Walter Bermann  z CSU, rada gminy składa się z 16 osób.
|      | CSU | CSU/FWG | CWU/FW | UWG | Razem |
| 2008 | 4   | -       | 6      | 6   | 16    |
| 2002 | -   | 9       | 7      | -   | 16    |